# Aalsalamanders
Aalsalamanders (Amphiumidae) zijn een familie van salamanders. De groep werd voor het eerst wetenschappelijk beschreven door John Edward Gray in 1825. Later werd de wetenschappelijke naam Amphiumina gebruikt.
Er zijn drie soorten uit één geslacht: Amphiuma.

## Uiterlijke kenmerken
Kenmerkend is het langgerekte, cilindervormige en gladde lichaam, en de zeer aquatische levenswijze; deze dieren komen nooit uit het water. Sommige exemplaren van verschillende soorten kunnen een lichaamslengte van meer dan meter bereiken. De meeste exemplaren echter blijven daar ver onder en worden enkele tientallen centimeters lang.
De salamanders zijn vaak grijs van kleur, de onderzijde is lichter.

## Leefwijze
Hun voedsel bestaat uit slakken en kleine kreeftachtigen. Zelf worden ze bejaagd door reptielen zoals de regenboogslang en de modderslang.

## Voortplanting
De eieren worden in kleine plassen afgezet en bewaakt. De larven ademen met behulp van kieuwen, volwassen exemplaren ontwikkelen longen en moeten adem komen halen aan de oppervlakte.

## Verspreiding en habitat
Het leefgebied is beperkt tot het zuidoosten van Noord-Amerika in warme, dichtbegroeide, rustige wateren in de laaglanden, die in het zuidoosten en langs de Golfkusten van de Verenigde Staten liggen, maar ook in het dal van de Mississippi naar het noorden tot in Missouri.

## Taxonomie
Geslacht Amphiuma
- Soort Amphiuma means – Tweetenige aalsalamander
- Soort Amphiuma pholeter – Eentenige aalsalamander
- Soort Amphiuma tridactylum – Drietenige aalsalamander